# Застава Северозападних Територија
Застава је усвојена 1969. године. Састоји се од три неједнака вертикална поља, од којих бело поље у средини заузима половину ширине заставе, а преостала поља плаве боје по једну четвртину. На белом пољу налази се грб Северозападних Територија.
Плава боја симболише воде Северозападних Територија, а бела снег и лед.